# Schőn Frigyes
Schőn Frigyes (Lovasberény, 1857. augusztus 26. – Kaunas, 1941. november 29.) zsidó származású magyar építész.

## Élete
Szegény zsidó családból származott, és már 12 éves korában árva lett. Egy rokona vette pártfogásába, és így kora legjobb iskoláit tudta elvégezni. Középiskoláit Székesfehérváron és Budapesten, építészeti tanulmányait a budapesti és bécsi műegyetemen, valamint a Bécsi Képzőművészeti Akadémián végezte. 
Bécsben Theophil Hansennél, Magyarországra visszatérve Ybl Miklósnál és Hauszmann Alajosnál töltött el rövidebb időt. Később visszaköltözött Bécsbe, és ott kezdett el építészként dolgozni, mert úgy ítélte meg, ott nagyobb karriert tud befutni munkáival. Mindezek mellett nem szakította meg magyarországi szakmai és üzleti kapcsolatait sem. Tagja volt az Osztrák Mérnöki és Építészeti Egyesületnek.
Az 1929-es Magyar zsidó lexikon úgy tudja, hogy mintegy 200 épületet, iskolákat, bérpalotákat és nyaralókat tervezett.
Számos munkája közül említendők: a Zwieback áruház Bécsben a Kärntner Straßén, S. Stein áruháza Kairóban.
Érdekesség, hogy 1891-ben ő is részt vett a budapesti Iparművészeti Múzeum tervpályázatán „Excelsior” jeligéjű tervével. Mivel a tervek egy részét nem sikerült konkrét nevekhez kapcsolni, szinte csak véletlen folytán derült fény az 1990-es években az „Excelsior” és Schőn kapcsolatáról egy addig lezárt boríték felbontása kapcsán.
Az anschluss után Klára nevű leányával Litvániába deportálták, majd 1941-ben 84 éves aggastyánt meggyilkolták.

## Ismert épületeinek listája

### Bécsi épületek
- 1887-1888: lakóház, Bécs, Plössgasse 1-3.[7]
- 1889: lakóház, Bécs Schwaigergasse 4.[8]
- 1890 k.: villa, Bécs, Hasenauerstrasse 38.[9]
- 1892: lakóház, Bécs, Sterngasse 6/a.[10]
- 1892: kenyérgyár, Bécs, Absberggasse 35.[11]
- 1894: Schön-villa, Bécs, Türkenschanzstrasse 44.[12]
- 1895: Zwiebäck áruház, Bécs, Kärntner Stasse 11.[13]
- 1895: lakó- és üzletház, Bécs, Fischerstiege[14]
- 1896: Freistadt-villa, Bécs, Weimarer Strasse 66.
- 1898: Löwy-villa, Bécs, Cottagegassa[15]
- 1898: laktanya, Bécs, Siebenbrunnengasse 41-43.[16]
- 1900: bérpalota (ma: Albánia Nagykövetsége), Bécs, Jacquingasse 41.[17]
- 1901: lakóház, Bécs, Salzgries 17.[18]
- 1901: Ferenc József Múzeum, Bécs[19]
- 1904-1907: szivattyúgyár, Bécs, Handelskai 130.[20]
- 1905-1907: irodaépület, Bécs, Franz Josefs-Kai 7-9.[21]
- 1909: üzletház, Bécs, Kohlmarkt 2.[22]
- 1912: Grossdruckerei Vernay[23]
- 1912: Krause Dunaművek, Engerthstrasse 151.[24]
- 1913: bérház, Bécs, Lazaristengasse 14.[25]
- 1913: bérház, Bécs, Kirchengasse 25.[26]
- 1914: bérház, Bécs, Denisgasse 33.[27]
- 1915: Itália-villa, Bécs, Geyergasse 11.[28]

### Egyéb helyeken lévő épületek
- 1890: lakóház, Budapest, Mester u. 43.[29]
- 1892: Bondy-villa, Tullnerbach, Egererstrasse 20-22.[30]
- 1893: zsidó iskola, Székesfehérvár[31]
- 1893: Edler-villa, Pressbaum[32]
- 1896: zsinagóga, Mistelbach (elpusztult)[33]
- 1900 k.: Alaba al-Kadna- / Stein-áruház, Kairó (Egyiptom)[34]
- 1905: zsinagóga, Trieszt (Olaszország)[35]

### Tervben maradt munkák
- 1891: Iparművészeti Múzeum, Budapest, Üllői út[36]

## További irodalom
- https://www.architektenlexikon.at/de/564.htm